# Manucho
Manucho (* 7. März 1983 in Luanda, bürgerlich Mateus Alberto Contreiras Gonçalves) ist ein ehemaliger angolanischer Fußballspieler auf der Position des Außenstürmers.

## Karriere

### Vereine in der Jugend
Manucho begann mit dem Fußballspielen beim örtlichen Verein Flamenguinhos. Unter seinem dortigen Trainer und Vater reifte Manucho zu einem der Top-Spieler in seiner Mannschaft.

### Frühe Karriere
Sein erster Verein als Profi war Sport Luanda e Benfica, ein mittelklassiger Klub in der angolanischen Liga. Nach drei Jahren wechselte er schließlich zu Petro Atlético, wo er sich erst 2006 richtig durchsetzen konnte und 16 Treffer erzielte. 2007 erzielte nochmals 15 Tore für Atlético Petróleos Luanda.

### Manchester United
Im Januar 2008 wechselte er von Petro Atlético zu Manchester United und unterschrieb einen bis 2010 datierten Vertrag. Bevor er jedoch ein Spiel für Manchester United bestritt, wurde er für die Saison 2007/08 an Panathinaikos Athen ausgeliehen. Er hatte zuvor keine Arbeitserlaubnis erhalten. Im Juli 2008 kehrte Manucho zu Manchester United zurück und nahm an der Saisonvorbereitung teil; kurz darauf wurde dem Spieler eine Arbeitserlaubnis erteilt. Im Januar 2009 wurde Manucho nach nur einem Spiel für Manchester an Hull City ausgeliehen.

#### Panathinaikos (Leihe)
Bei seinem Ligadebüt für Panathinaikos Athen konnte er einen Treffer erzielen (Panathinaikos gewann gegen Larissa 2:0). Am Ende der Saison stand Panathinaikos auf den dritten Tabellenrang und qualifiziert sich dadurch für das internationale Geschäft. Im Qualifikations-Turnier erzielte Manucho drei Treffer in sechs Spielen, so dass Panathinaikos Gruppensieger wurde und so in die UEFA Champions League einziehen konnte. In seinen sieben Liga-Einsätzen für Panathinaikos erzielte Manucho vier Tore. Am Ende der Saison kehrte er zu Manchester United zurück.

#### Hull City (Leihe)
Am 16. Januar 2009 wurde die Ausleihe vom Aufsteiger bestätigt. Sein Debüt gab er als Einwechselspieler bereits am 17. Januar bei der 1:3-Niederlage gegen den FC Arsenal. Am 3. März 2009 erzielte Manucho sein erstes Premier-League-Tor, das 1:0 in der 90. Minute gegen den FC Fulham.

### Real Valladolid
Nachdem die Ausleihe zu Hull City geendet hatte, sollte er planmäßig zu Manchester United zurückkehren. Jedoch entschied er sich den Verein in Richtung Spanien zu Real Valladolid zu verlassen. Manucho unterschrieb ein Fünfjahresvertrag. Nach seinem ersten Jahr in der Primera División, in dem Manucho vier Tore in 28 Einsätzen gelangen, wurde er zur Saison 2010/11 in die Türkei verliehen. Die Hinrunde verbrachte er bei Bucaspor, zur Rückrunde spielte er für Manisaspor. Im Sommer 2011 kehrte er nach Valladolid zurück, das mittlerweile in die Segunda División abgestiegen war. In der Spielzeit 2011/12 kam er auf 18 Einsätze und vier Tore für Real und trug so zum Wiederaufstieg in die Primera División bei.

#### Bucaspor (Leihe)
Real Valladolid verlieh ihn im Juli 2010 an den türkischen Aufsteiger Bucaspor. Sein Debüt gab er am 23. August beim 0:0 gegen Kasımpaşa Istanbul. Gleich am darauffolgenden Spieltag am 28. August erzielte Manucho sein erstes Süper-Lig-Tor und zwar das 3:1 in der 90. Minute zum Endstand gegen Gençlerbirliği Ankara.

#### Manisaspor (Leihe)
Nachdem die Leihe an Bucaspor geendet hatte, wurde er im Februar 2011 bis Saisonende an Manisaspor verliehen.

### Rayo Vallecano
Zur Saison 2014/15 wurde Manucho von Rayo Vallecano verpflichtet. Dort spielte er bis zum Sommer 2018 und erzielte in 112 Ligaspielen 14 Tore.

### UE Cornellà
Am 18. September 2018 gab dann Drittligist UE Cornellà die Verpflichtung des Spielers bekannt. Doch nach der Saison wurde der Vertrag nicht verlängert und Manucho ist seitdem ohne neuen Verein.

### Nationalmannschaft
International spielt Manucho von 2006 bis 2017 für sein Heimatland Angola. Er war fester Bestandteil seiner Mannschaft bei der Qualifikation für den Afrika Cup 2008.
Im Januar 2008 wurde er in die Auswahl für den Afrika Cup 2008 in Ghana berufen. Dort erzielte er im ersten Spiel gegen Südafrika das erste Tor seines Teams beim Afrika Cup. In den weiteren Spielen folgten insgesamt drei weitere Tore von Manucho. Im Spiel gegen Senegal gelang ihm sogar ein Doppelpack. Im Viertelfinale jedoch scheiterte Angola mit 2:1 an Ägypten, dem späteren Sieger des Turniers. Manucho erzielte hier den Treffer für sein Team. Insgesamt konnte er am Ende des Turniers vier Tore in vier Spielen verzeichnen. Am Ende des Turniers wurde Manucho in die Elf der besten Spieler gewählt.
Auch beim Afrika-Cup 2010 steht Manucho im Aufgebot der angolanischen Mannschaft. Im Eröffnungsspiel gegen Mali erzielte er per Elfmeter ein Tor.

## Erfolge
- Englischer Meister: 2009